# Галін Петро Іванович
Петро Іванович Галін (рос. Пётр Иванович Галин; 30 січня 1923, Струніно — 2 квітня 1990) — радянський офіцер, Герой Радянського Союзу.

## Біографія
Народився 30 січня 1923 року в селі Струніному (нині місто Александровської міськради Владимирської області Росії) в родині робітника. Росіянин. Закінчив десять класів середньої школи.
У липні 1941 року призваний до лав Червоної Армії. У 1943 році закінчив військове училище самохідної артилерії. У боях німецько-радянської війни з липня 1943 року. Воював на 1-му Прибалтійському фронті.
7—12 серпня 1944 року, командуючи батареєю 1452-го самохідного артилерійського полку 19-го танкового корпусу, комсомолець лейтенант П. І. Галін в запеклих боях в районі міста Біржаю (Литва) сміливо висунув гармату батареї назустріч контратакующим фашистським танкам, підбив чотири з них і знищив чотири протитанкові гармати. Надалі протягом двох годин батарея відбила кілька контратак і підбила ще дванадцять ворожих танків.
Указом Президії Верховної Ради СРСР від 24 березня 1945 року за зразкове виконання бойових завдань командування і проявлені при цьому мужність і героїзм лейтенантові Петру Івановичу Галіну присвоєно звання Героя Радянського Союзу з врученням ордена Леніна і медалі «Золота Зірка» (№ 5985).

Могила Петра Галіна

Після закінчення війни продовжив службу в армії. Член ВКП(б) з 1946 року. З 1972 року полковник П. І. Галін в запасі. Жив у Києві. Помер 2 квітня 1990 року. Похований в Києві на Міському кладовищі «Берківцях».

## Нагороди
Нагороджений орденом Леніна, орденом Червоного Прапора, орденом Вітчизняної війни 1-го ступеня, орденом Червоної Зірки, медалями.

## Вшанування пам'яті
За часів СРСР його ім'ям названі піонерські загони в школах міст Вільяндда Естонської РСР, Струніного і в радгоспі «Красноперекопський» Кримської області.